# 3. HVL 1998.
Treća hrvatska vaterpolska liga je predstavljala treći rang hrvatskog vaterpolskog prvenstva u sezoni 1998., te je bila podijeljena u dvije grupe - Split i Dubrovnik.

## Ljestvice

### Split
| mj | klub                  | ut | pob | ner | por | gol+ | gol- | bod |
| -- | --------------------- | -- | --- | --- | --- | ---- | ---- | --- |
| 1. | Supetar (Supetar)     | 16 | 14  | 1   | 1   | 196  | 124  | 29  |
| 2. | Okruk (Okrug Gornji)  | 16 | 13  | 0   | 3   | 205  | 163  | 26  |
| 3. | Pauk (Split)          | 16 | 11  | 1   | 4   | 181  | 135  | 23  |
| 4. | Koralj (Split)        | 16 | 8   | 0   | 8   | 154  | 155  | 16  |
| 5. | Korenat (Dugi Rat)    | 16 | 6   | 1   | 9   | 140  | 151  | 13  |
| 6. | Omiš (Omiš)           | 16 | 6   | 0   | 10  | 151  | 180  | 12  |
| 7. | Sv. Luce (Split)      | 16 | 5   | 1   | 10  | 155  | 190  | 11  |
| 8. | Podgora (Podgora)     | 16 | 4   | 2   | 10  | 155  | 183  | 10  |
| 9. | Primošten (Primošten) | 16 | 1   | 2   | 13  | 127  | 183  | 4   |

### Dubrovnik
| mj | klub                  | ut | pob | ner | por | gol+ | gol- | bod |
| -- | --------------------- | -- | --- | --- | --- | ---- | ---- | --- |
| 1. | Trpanj (Trpanj)       | 4  | 4   | 0   | 0   | 53   | 25   | 8   |
| 2. | Šipan (Šipanska Luka) | 4  | 1   | 0   | 3   | 37   | 41   | 2   |
| 3. | KVAŠK (Kućište)       | 4  | 1   | 0   | 3   | 27   | 51   | 2   |

### Za prvaka 3. HVL
| Trpanj  | Supetar | 8:7  |
| Supetar | Trpanj  | 15:8 |

Supetar prvak 3. HVL za 1998.

## Poveznice
- Prva hrvatska vaterpolska liga 1997./98.
- 2. HVL 1998.